# Drets del col·lectiu LGBT a Rhode Island

Les persones lesbianes, gais, bisexuals i transgènere (LGBT) de l'estat de Rhode Island, als Estats Units d'Amèrica, tenen alguns drets legals com a persones no LGBT. Rhode Island va establir dos tipus de reconeixement de relacions importants per a parelles del mateix sexe, començant amb les unions civils l'1 de juliol de 2011 i després l'1 d'agost de 2013 amb el matrimoni entre persones del mateix sexe. La discriminació per motius d'orientació sexual i identitat de gènere està prohibida dins l'estat, concretament en les àrees d'ocupació, habitatge, assistència sanitària i allotjament públic. A més, la teràpia de conversió a menors d'edat està prohibida des del 2017.
Rhode Island és sovint considerada un dels estats més amigables amb la comunitat LGBT dels Estats Units. Les enquestes d'opinió han demostrat que una gran majoria dels Rhode Islanders donen suport al matrimoni entre persones del mateix sexe i als drets LGBT. Una enquesta del 2017 del Public Religion Research Institute va mostrar que el 78% dels enquestats de Rhode Island donaven suport al matrimoni igualitari.

## Història de la legalitat de l'activitat sexual entre persones del mateix sexe
El 1647, la primera Assemblea General de "La Incorporació de les Plantacions de Providence a la badia de Narragansett a Nova Anglaterra" es va reunir a Portsmouth per codificar el primer conjunt de lleis que regien la incorporació. El codi de 1647 es considera inusual per a l'època a Amèrica, ja que trobava justificació amb el Nou Testament en lloc de l'Antic Testament. L'estatut "Tocant els Whormongers" establia la pena de mort per a diversos delictes, com ara sodomia, bestialitat, fornicació i violació. La llei va ser reformulada el 1663 i el 1729, eliminant les referències al Nou Testament, però la pena de mort es va mantenir. No es coneix cap processament.
El 1798, l'estat va tornar a reformular la llei, alleugerint la pena per una primera ofensa, establint que qualsevol persona condemnada per sodomia "serà portada a la forca en un carro, i posada a la forca, durant un espai de temps que no excedirà les quatre hores, i des d'allà a la presó comuna, on serà confinada per un període que no excedirà els tres anys, i serà multada greument a discreció del Tribunal". Una segona ofensa resultaria en la mort. La pena de mort es va eliminar com a sanció el 1844; el càstig es va fixar en 1 a 12 anys de presó. Aquesta es va augmentar a 7 a 20 anys de presó el 1881.
L'escàndol sexual de Newport va sorgir d'una investigació de 1919 de la Marina dels Estats Units sobre actes homosexuals per part de personal de la Marina i civils a Newport. La investigació va ser coneguda pels seus controvertits mètodes de recopilació d'intel·ligència, concretament l'ús de personal allistat per investigar presumptes homosexuals mitjançant la seva participació sexual. Un judici posterior va atreure cobertura mediàtica nacional i va provocar una investigació del Congrés, que va concloure amb el secretari de la Marina Josephus Daniels i el subsecretari de la Marina (i futur president dels Estats Units) Franklin D. Roosevelt sent formalment reprendits per un comitè del Congrés.
El primer cas de sodomia registrat als tribunals estatals va tenir lloc el 1962; en el cas State v. Milne, el Tribunal Suprem de Rhode Island va sostenir que la fel·lació (sexe oral) constituïa un "crim abominable i detestable contra natura". El 1973, la Comissió de Jurisprudència del Futur va recomanar modificar la llei estatal per eliminar les disposicions sobre sodomia, però això va ser rebutjat per l'Assemblea General de Rhode Island. En el cas State contra Levitt el 1977, el Tribunal Suprem estatal va rebutjar els arguments que la llei de sodomia era inconstitucionalment vaga, i el 1980 en el cas State contra Santos va rebutjar les afirmacions que la llei era una violació dels drets a la privadesa. En el cas State contra McParlin el 1980, el tribunal va sostenir que el cunnilingus també era una violació de l'estatut de sodomia. El Tribunal Suprem va tornar a confirmar la llei com a constitucional el 1995 en el cas State contra Lopes. En aquell moment, la llei s'aplicava als actes consensuals i no consensuals, ja fossin entre parelles heterosexuals o homosexuals, i tant si es duien a terme en privat com en públic.
Els actes sexuals entre persones del mateix sexe entre adults consentints en privat han estat legals a Rhode Island des que es van derogar les lleis antisodomia el 1998. La representant estatal Edith Ajello va patrocinar el projecte de llei de derogació per setena vegada quan la Cambra de Representants de Rhode Island el va aprovar el maig de 1998. Després que el Senat de Rhode Island el va aprovar el 2 de juny de 1998, el governador Lincoln Almond el va signar.
El novembre de 2019, la governadora Gina Raimondo va signar un projecte de llei que permetia als veterans LGBT que van rebre una baixa deshonrosa en virtut de la llei "Don't ask, don't tell" poder fer que es modifiqués aquesta baixa i garantir que aquests veterans tinguin accés a les prestacions per a veterans.

## Reconeixement de les relacions entre persones del mateix sexe
Rhode Island va legalitzar el matrimoni entre persones del mateix sexe l'1 d'agost de 2013. El 20 de febrer de 2007, el fiscal general Patrick C. Lynch va emetre una opinió que sostenia que els matrimonis entre persones del mateix sexe celebrats a Massachusetts serien reconeguts a Rhode Island. Va dir que "la seva interpretació permetia el reconeixement dels matrimonis, tot i que va reconèixer que només era una opinió i no tenia força de llei". El 14 de maig de 2012, el governador Lincoln Chafee va emetre una ordre executiva que ordenava a les agències estatals que tractessin els matrimonis entre persones del mateix sexe celebrats fora de l'estat com l'equivalent del matrimoni. El 21 de setembre de 2012, la Divisió d'Impostos de l'estat, en una sentència sobre un cas d'impost de successions, va anunciar que tractaria les parelles en matrimonis entre persones del mateix sexe o unions civils establertes en altres jurisdiccions com a legalment casades, basant la seva decisió en la llei d'unions civils de l'estat i la tradició de l'estat de reconèixer els matrimonis vàlidament celebrats en altres llocs.
Rhode Island ha proporcionat beneficis a les parelles del mateix sexe dels empleats estatals des del 2001.
L'11 de gener de 2011 es va presentar a l'Assemblea General de Rhode Island un projecte de llei per legalitzar el matrimoni entre persones del mateix sexe. El maig de 2011 es va presentar un projecte de llei per legalitzar les unions civils per a parelles del mateix sexe. Va ser aprovat per la Cambra de Representants amb 62 vots a favor i 11 en contra, i va ser aprovat pel Senat el 29 de juny amb 21 vots a favor i 16 en contra. El governador Chafee va signar la legislació el 2 de juliol de 2011 i la llei va entrar en vigor l'1 de juliol de 2011. El gener de 2013, només 68 parelles havien obtingut llicències d'unió civil.
La legislació que estableix el matrimoni igualitari a Rhode Island es va promulgar el maig de 2013, entrant en vigor l'1 d'agost. Des de l'1 d'agost, dues persones que formen part d'una unió civil celebrada abans d'aquesta data poden convertir la seva unió en matrimoni.

## Adopció i criança
El Tribunal de Família de Rhode Island concedeix rutinàriament adopcions entre persones del mateix sexe i ho ha estat fent com a mínim des del 1995. No cal que les parelles resideixin a Rhode Island i poden adoptar el seu propi fill biològic, utilitzar una mare subrogada o adoptar un fill que ja hagin tingut. Un decret enumera tots dos cònjuges com a pares. Després de l'adopció, el Departament de Salut de Rhode Island, Divisió d'Estadístiques Vitals, modificarà el certificat de naixement d'un nen nascut a Rhode Island per nomenar tots dos cònjuges com a pares. Un certificat de naixement emès a Rhode Island porta els noms d'ambdós pares, inclosos els pares del mateix sexe.
Les parelles lesbianes tenen accés a la fecundació in vitro. La llei estatal reconeix la mare no genètica ni gestacional com a mare legal d'un fill nascut per inseminació amb donant. La gestació subrogada no està prohibida ni permesa expressament a Rhode Island. El reconeixement d'un contracte de gestació subrogada, gestacional o tradicional, depèn del Tribunal de Família de Rhode Island. Basant-se en decisions recents d'aquest tribunal, l'estat pot concedir declaracions de filiació abans del naixement a parelles casades, parelles no casades i individus. Les parelles del mateix sexe són tractades de la mateixa manera que les parelles de sexe oposat.
El juliol de 2020, l'Assemblea General va modificar les lleis estatals de filiació per garantir que les parelles no casades i les parelles del mateix sexe no hagin d'anar als tribunals per obtenir drets legals sobre el seu fill. La governadora Gina Raimondo, que va signar el projecte de llei, va dir: "Cap pare o mare hauria de passar per tot un munt d'obstacles per rebre reconeixement legal a causa de la seva orientació sexual o de les circumstàncies del naixement del seu fill. La Llei Uniforme de Filiació de Rhode Island consagra la nostra creença en la validesa de tots els camins cap a la paternitat". La llei va entrar en vigor l'1 de gener de 2021. Anteriorment, l'estat exigia que la mare no biològica d'una parella lesbiana completés un procés d'adopció tradicional. La nova llei assegura que la parella no hagi d'anar a judici ni passar per un estudi a la llar d'adopció, i la mare no biològica és reconeguda automàticament com a progenitor legal, similar al pare d'una parella de sexe oposat. L'agència de serveis de protecció infantil de l'estat va expressar el seu suport a la nova llei, afirmant que el requisit anterior d'estudi a la llar per a les parelles del mateix sexe que havien d'adoptar els seus propis fills era un "malbaratament dels recursos del departament".

## Proteccions legals
Rhode Island té una llei penal que cobreix els delictes d'odi motivats tant per l'orientació sexual com per la identitat o expressió de gènere. La llei preveu agreujaments de pena per la comissió d'un delicte motivat per l'orientació sexual o la identitat de gènere real o percebuda de la víctima, entre altres categories.
La llei de Rhode Island ha prohibit la discriminació per motius d'orientació sexual des del 1995 i per motius d'identitat o expressió de gènere des del 2001 en l'ocupació, el crèdit, l'habitatge i els allotjaments públics. El juny de 2023, un projecte de llei va ser aprovat per les dues cambres de la Legislatura de Rhode Island i va ser signat pel governador de Rhode Island per implementar formalment una legislació que prohibís explícitament la discriminació per motius d'orientació sexual i identitat de gènere, pel que fa a l'atenció al pacient, la infermeria i l'atenció mèdica relacionada a Rhode Island.
El juliol de 2021, l'Assemblea General de Rhode Island va aprovar dos projectes de llei sobre la "divulgació i discriminació salarial" en l'ocupació i que derogaven les arcaiques exempcions de llacunes legals de 1995 sobre "habitatges amb 3 ocupants o menys", basades en l'orientació sexual i la identitat de gènere d'una persona. El governador de Rhode Island va signar els dos projectes de llei, que entraran en vigor legalment a partir de l'1 de gener de 2023.
A més, la llei estatal contra l'assetjament escolar prohibeix l'assetjament escolar per motius de raça, color, religió, ascendència, origen nacional, sexe, orientació sexual, identitat i expressió de gènere i discapacitat mental, física i sensorial. La llei també inclou explícitament el ciberassetjament i l'assetjament escolar, i s'aplica a totes les escoles públiques.

### Fi de la defensa de pànic gai
El juny de 2018, un projecte de llei per derogar la defensa de pànic gai i trans va ser aprovat per l'Assemblea General de Rhode Island per 68 vots a favor i 2 a favor a la Cambra de Representants i 27 a favor i 0 a favor al Senat. La governadora Gina Raimondo va signar el projecte de llei un mes després, i va entrar en vigor immediatament.

### Prohibició de la teràpia de conversió
El 27 de gener de 2017, els representants estatals Edith Ajello, Joseph McNamara, Susan Donovan, J. Aaron Regunberg i Moira Walsh van presentar un projecte de llei (H 5277) per prohibir la teràpia de conversió a menors i prohibir el finançament d'aquestes pràctiques per part de l'estat i les seves subdivisions polítiques. El 24 de maig, el Comitè de Salut, Educació i Benestar de la Cambra de Representants va recomanar l'ajornament indefinit del projecte de llei original i l'aprovació del seu substitut (H 5277 Substitute A). El 30 de maig, la Cambra de Representants va aprovar el projecte de llei per unanimitat de 69 a 0, amb sis membres sense votar. El juny de 2017, el Senat de Rhode Island va aprovar la legislació per unanimitat de 29 a 0 amb 1 absent a la Cambra de Representants. El projecte de llei va haver de tornar a la Cambra de Representants a causa d'una esmena tècnica, que va ser aprovada de nou per unanimitat de 62 a 0. El 19 de juliol de 2017, la governadora Gina Raimondo va signar el projecte de llei i va entrar en vigor immediatament.

## Drets transgènere
Anteriorment, el Departament de Salut de Rhode Island només alterava la designació de gènere al certificat de naixement d'una persona basant-se en la documentació de la cirurgia de reassignació de sexe. El 23 d'octubre de 2014 van entrar en vigor noves regulacions que establien que la modificació d'un certificat de naixement requereix completar un "Formulari de sol·licitud de certificat de naixement" i presentar una declaració jurada d'un metge, infermera titulada o assistent mèdic que confirmi l'estatus transgènere del sol·licitant. El Departament de Vehicles Motoritzats emetrà un permís de conduir actualitzat amb un marcador de gènere corregit en rebre un "Formulari de designació de gènere" emplenat i signat pel sol·licitant.
El juny de 2018, l'Assemblea General de Rhode Island va aprovar un projecte de llei per garantir que les persones transgènere estiguin registrades correctament als certificats de defunció. El projecte de llei va ser posteriorment promulgat per la governadora Gina Raimondo i va entrar en vigor immediatament.
L'agost de 2019, el Departament de Salut i el Departament de Vehicles Motoritzats van anunciar que a partir del juliol de 2020 els permisos de conduir i els certificats de naixement inclourien una opció de tercer gènere (a més de "masculí" i "femení"), coneguda com a "X".

### Banys de gènere neutre
Des de l'1 de gener de 2022, Rhode Island permet legalment els banys de gènere neutre per a lavabos individuals, segons un projecte de llei que el governador de Rhode Island va signar el juliol de 2021. Califòrnia, l'estat de Nova York, Illinois i Nou Mèxic tenen lleis similars implementades.

## Opinió pública
Una enquesta del Public Religion Research Institute (PRRI) del 2022 va trobar que el 80% dels residents de Rhode Island donaven suport al matrimoni entre persones del mateix sexe, mentre que el 14% s'hi oposaven i el 5% no n'estaven segurs. La mateixa enquesta va trobar que el 84% dels residents de Rhode Island donaven suport a les proteccions contra la discriminació, mentre que el 9% s'hi oposaven i el 8% no n'estaven segurs.
| Font de l'enquesta                 | Data(es) d'administració                | Mida de la mostra | Marge d'error | % suport | % oposició | % sense opinió |
| ---------------------------------- | --------------------------------------- | ----------------- | ------------- | -------- | ---------- | -------------- |
| Public Religion Research Institute | 2 de gener - 30 de desembre de 2019     | 163               | ?             | 76%      | 17%        | 7%             |
| Public Religion Research Institute | 3 de gener - 30 de desembre de 2018     | 164               | ?             | 73%      | 23%        | 4%             |
| Public Religion Research Institute | 5 d'abril - 23 de desembre de 2017      | 222               | ?             | 75%      | 19%        | 6%             |
| Public Religion Research Institute | 29 d'abril de 2015 - 7 de gener de 2016 | 279               | ?             | 84%      | 15%        | 1%             |

## Taula resum
| L'activitat sexual entre persones del mateix sexe és legal amb una edat de consentiment igual fixada als 16 anys implementada.      | (Des de 1998)                                                     |
| Lleis antidiscriminació per orientació sexual                                                                                       | (Des de 1995)                                                     |
| Lleis antidiscriminatòries per identitat de gènere                                                                                  | (Des de 2011)                                                     |
| Llei contra l'assetjament LGBT a les escoles i instituts                                                                            | Yes                                                               |
| La legalització del matrimoni entre persones del mateix sexe s'ha implementat                                                       | (Des de 2013)                                                     |
| Adopció conjunta i fillastre per parelles del mateix sexe                                                                           | Yes                                                               |
| Les persones LGBT poden servir obertament a l'exèrcit                                                                               | / (Des de 2011; Prohibit per a persones transgènere des del 2025) |
| Dret a canviar de gènere legal sense cap requisit de cirurgia ni esterilització                                                     | Yes                                                               |
| Implementació de lleis de banys amb neutralitat de gènere                                                                           | (Des de 2022)                                                     |
| Opcions de tercer gènere | (Des de 2020)                                                     |
| Teràpia de conversió prohibida a menors d'edat                                                                                      | (Des de 2017)                                                     |
| Prohibida la defensa de pànic gai i trans                                                                                           | (Des de 2018)                                                     |
| Els acords de gestació subrogada són legals per a parelles homosexuals i l'accés a la fecundació in vitro per a parelles lesbianes. | Yes                                                               |
| Els homes que tenen relacions sexuals amb homes (MSM) poden donar sang                                                              | (Des del 2023, amb la condició de ser monògam)                    |